# PGT Mixed Games

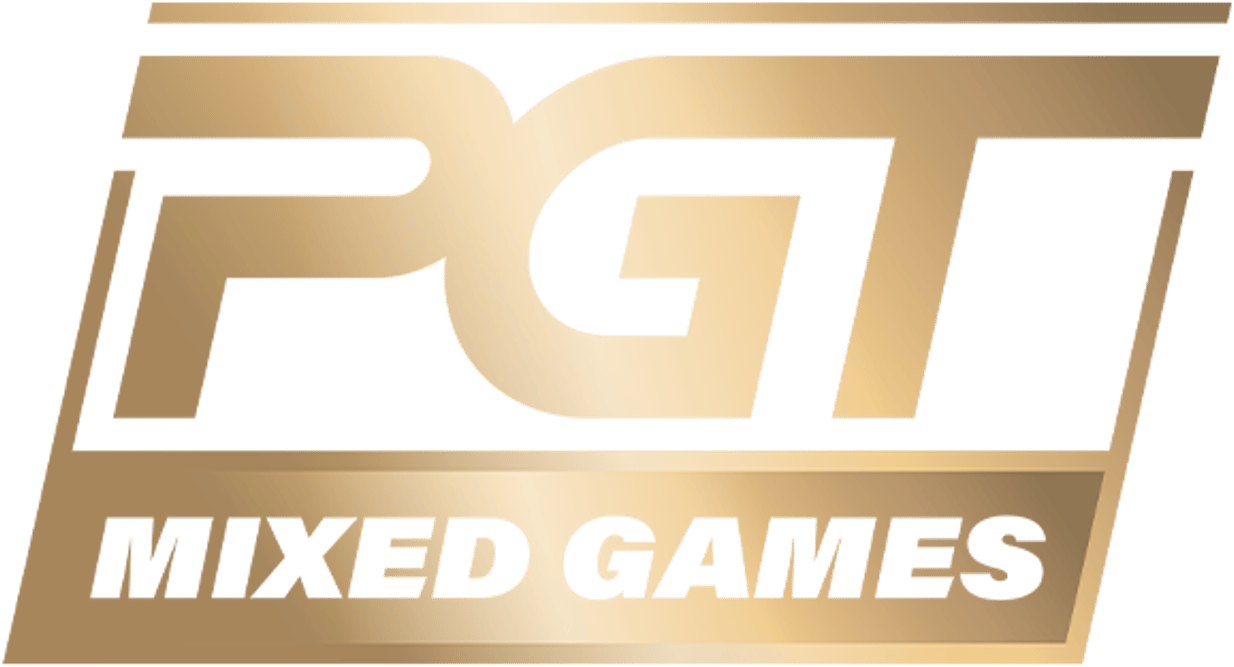
Logo der PGT Mixed Games

Die PGT Mixed Games sind eine Pokerturnierserie, die seit 2023 unregelmäßig im PokerGO Studio im Aria Resort & Casino in Paradise am Las Vegas Strip ausgespielt wird. Die gespielten Turniere werden in einem Mix aus verschiedenen Varianten ausgetragen und von Poker Central veranstaltet.

## Struktur

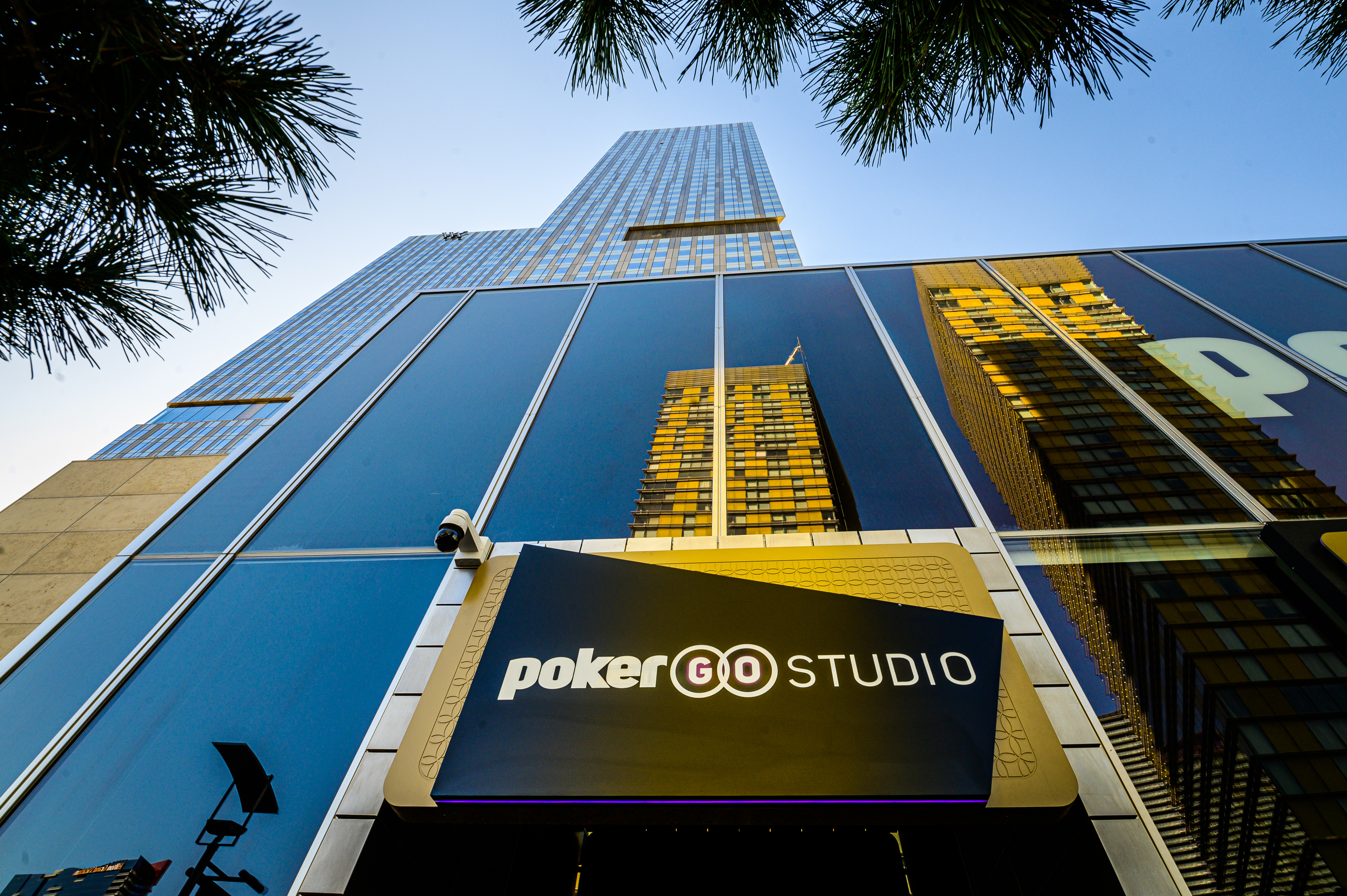
Das PokerGO Studio im Aria Resort & Casino (2019)

Bei den Turnieren wird jeweils ein Mix aus verschiedenen Varianten gespielt. Aufgrund der Buy-ins von mindestens 5000 US-Dollar sind bei den Turnieren lediglich die weltbesten Pokerspieler sowie reiche Geschäftsmänner anzutreffen. Der erfolgreichste Spieler einer Austragung gewinnt eine Trophäe und erhält eine zusätzliche Prämie von 25.000 US-Dollar. Die Turnierserie ist jeweils Teil der PokerGO Tour, zu der zahlreiche über das Kalenderjahr gespielte hochdotierte Events zählen.

## Bisherige Austragungen
| # | Zusatz | Beginn       | Turniere | Erfolgreichster Spieler | Erfolgreichster Spieler | Erfolgreichster Spieler | Erfolgreichster Spieler | Erfolgreichster Spieler |
| # | Zusatz | Beginn       | Turniere | Spieler                 | Herkunft                | Preisgeld (in $)        | Cashes                  | Siege                   |
| - | ------ | ------------ | -------- | ----------------------- | ----------------------- | ----------------------- | ----------------------- | ----------------------- |
| 1 | I      | 4. Feb. 2023 | 8        | Daniel Zack             | Vereinigte Staaten      | 524.700                 | 5                       | 0                       |
| 2 | II     | 5. Okt. 2023 | 9        | David Rheem             | Vereinigte Staaten      | 433.600                 | 5                       | 1                       |